# Selina Huntingdon
Selina Hastings, grevinna av Huntingdon, född 24 augusti 1707, död 17 juni 1791, var en brittisk religiös ledare.
Grevinnan Huntingdon slöt sig till metodisterna, vilka hon frikostigt understödde; hon byggde kapell och inrättade ett teologiskt seminarium (1905 flyttat till Cambridge). Den kring Huntingdon bildade kretsen (Countess of Huntingdons connexion) kom i viss motsättning till John Wesley, och genom en kontrovers med kyrkan 1779 kom de att räknas som dissenter.

## Fotnoter
1. 1 2  Encyclopædia Britannica, Encyclopædia Britannica Online-ID: biography/Selina-Hastings-Countess-of-Huntingdontopic/Britannica-Online, läst: 9 oktober 2017.[källa från Wikidata]
2. 1 2  SNAC, SNAC Ark-ID: w6vx128p, läs online, läst: 9 oktober 2017.[källa från Wikidata]
3. 1 2  Darryl Roger Lundy, The Peerage, The Peerage person-ID: p3305.htm#i33045, läst: 9 oktober 2017.[källa från Wikidata]
4. 1 2 3 4  Kindred Britain, läs online.[källa från Wikidata]
5. ↑  The Peerage person-ID: p3305.htm#i33045, läst: 7 augusti 2020.[källa från Wikidata]
6. 1 2 3 4 5 6 7 8  Darryl Roger Lundy, The Peerage.[källa från Wikidata]